# Тасти (Сузацький район)
Тасти́ (каз. Тасты) — село у складі Сузацького району Туркестанської області Казахстану. Адміністративний центр Тастинського сільського округу.
Населення — 1362 особи (2021; 1187 у 2009, 1349 у 1999, 1543 у 1989).